# Christiaan Huygensplein (Amsterdam)

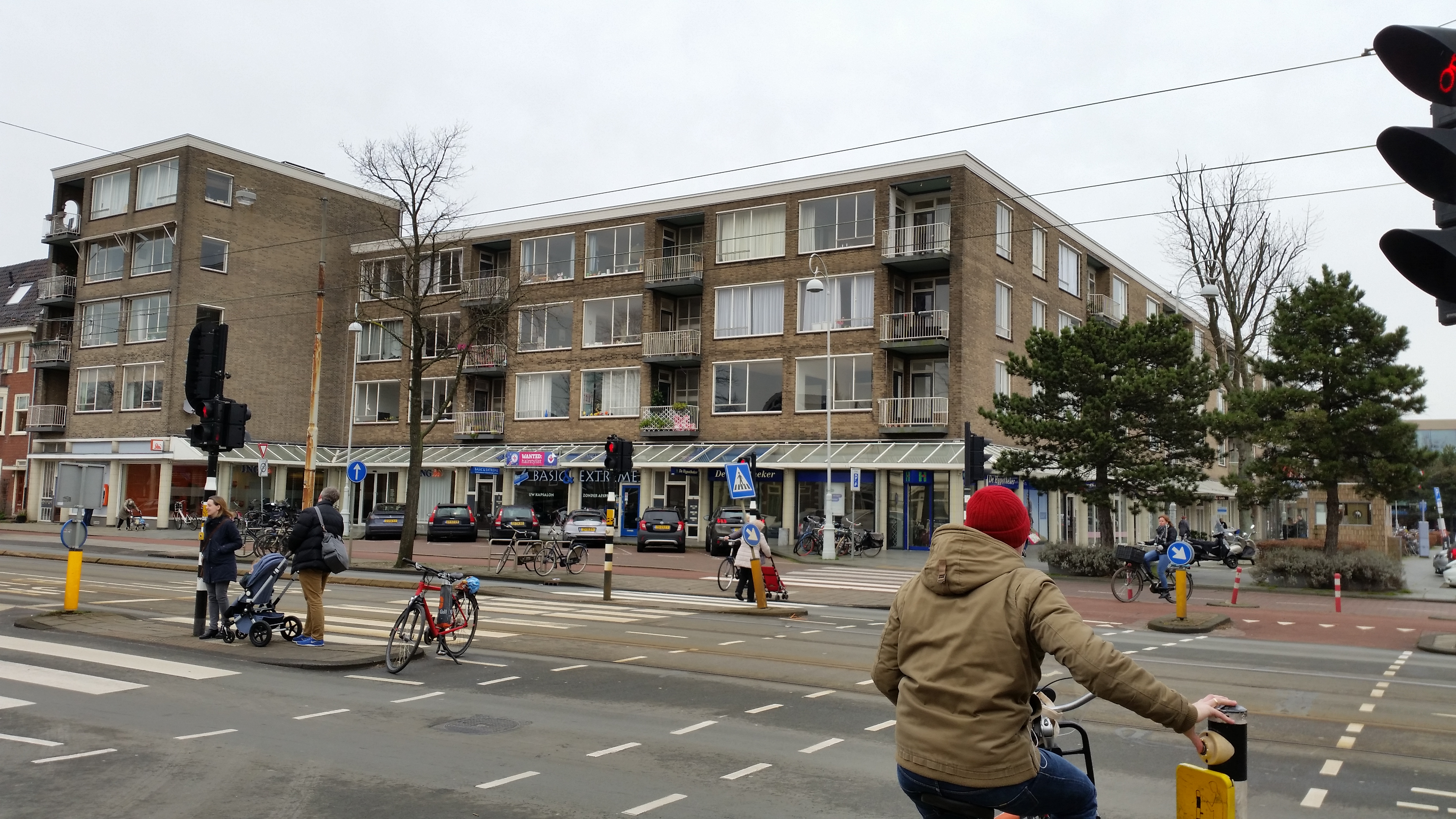
Christiaan Huygensplein (rechts) met Middenweg (februari 2020)

Het Christiaan Huygensplein is een plein in Amsterdam-Oost, Watergraafsmeer, buurt Middenmeer.

## Geschiedenis en ligging
Oorspronkelijk was het een poldergebied gelegen in de toenmalige gemeente Watergraafsmeer. 
In 1907 moest Ajax op zoek naar een nieuw stadion en in 1907 werd er als tijdelijke maatregel een voetbalveld aangelegd op de plaats van ongeveer het huidige plein. Pas in 1911 verscheen Het Houten Stadion. Op 1 januari 1921 werd de gemeente Watergraafsmeer geannexeerd door Amsterdam waardoor het stadion toen in Amsterdam lag. Op 9 december 1934 verhuisde Ajax naar stadion De Meer en werd het houten stadion afgebroken en kwam het terrein vrij voor een andere bestemming maar dat liet nog even op zich wachten.  
Het plein kreeg per raadsbesluit 24 juni 1953 haar naam, een vernoeming naar wetenschapper Christiaan Huygens. Meerdere straten zijn hier vernoemd naar wetenschappers, behalve de hoofdverkeerroutes die hun oorspronkelijke Watergraafmeerse straatnamen behielden. Het plein ligt ingesloten tussen de Helmholzstraat (vernoemd naar Hermann von Helmholtz) en de Middenweg (middelste weg van Watergraafsmeer). Het straatgedeelte bestond in beginsel uit twee aparte rijstroken met daartussen een parkeerstrook. Later werd dat omgebouwd tot een middenweg met aan beide zijden parkeervakken. Om met de auto vanaf de Middenweg het plein op te kunnen moet men gebruik maken van korte ventwegen langs de Middenweg; vanaf het plein naar de weg geldt hetzelfde. 
Het plein is zelf te nauw voor openbaar vervoer maar tram 19, 
bus 41 en twee streeklijnen rijden langs het plein over de Middenweg en hebben een halte bij de Hugo de Vrieslaan/Wethouder Frankeweg en Kruislaan in de nabijheid van het plein. 

## Gebouwen
De huisnummers aan dit in de lengte symmetrisch plein lopen op van 1 tot en met 35 (oneven) en 2 tot en met 36. Hier werd woningen en winkels gebouwd naar ontwerpen van Piet Zanstra en zijn collega J. van Schaik. Zij ontwierpen hele straten en pleinen in de buurt Middenmeer. 

## In het nieuws
Op zaterdag 5 januari 1991 kwam het plein in de landelijke media in het nieuws naar aanleiding van zinloos geweld waarbij de eigenaar en winkelier Jan Meyer en zijn hond van de nog steeds bestaande snackbar/avondwinkel ’t Hoekje (Christiaan Huygensplein/Middenweg 253; gegevens 2020) koelbloedig werden neergeschoten.